# Breil/Brigels
Breil/Brigels (en romanche Breil, en alemán Brigels) es una comuna suiza del cantón de los Grisones, situada en la región de Surselva. Limita al norte con la comuna de Glaris Sur (GL), al este con Waltensburg/Vuorz, al sur con Obersaxen, y al oeste con Trun.
Formada por las localidades de Cuort, Danis, Dardin y Tavanasa.
La mayoría de la población se expresa en el dialecto sursilvano.

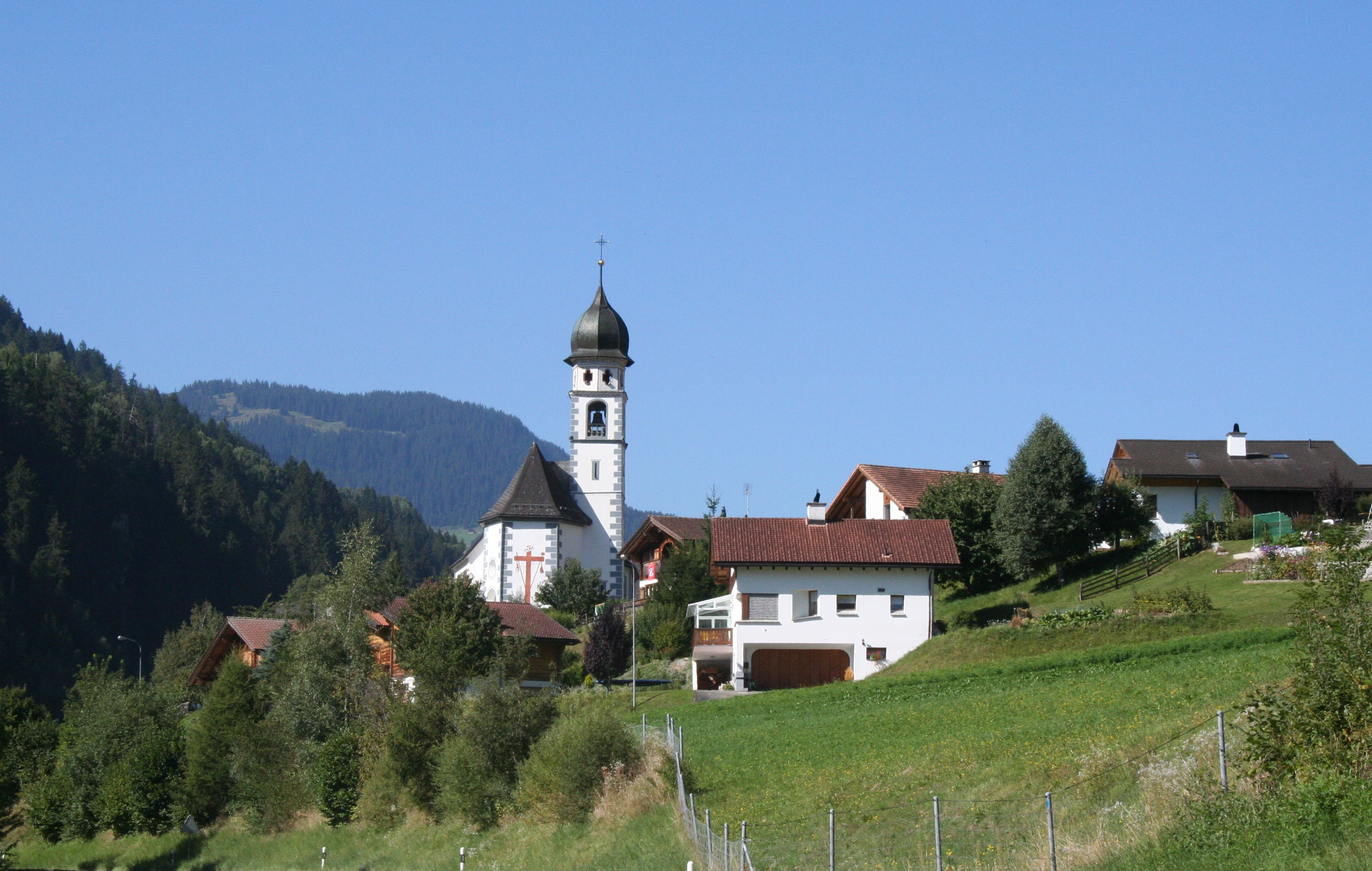
Iglesia de Danis.